# Сентер Појнт (Ајова)
Сентер Појнт (енгл. Center Point) град је у америчкој савезној држави Ајова. По попису становништва из 2010. у њему је живело 2.421 становника.

## Демографија
Према попису становништва из 2010. у граду је живело 2.421 становника, што је 414 (20,6%) становника више него 2000. године.
| Група             | 2000.         | 2010.         |
| Белци             | 1.969 (98,1%) | 2.345 (96,9%) |
| Афроамериканци    | 9 (0,4%)      | 22 (0,9%)     |
| Азијати           | 2 (0,1%)      | 8 (0,3%)      |
| Хиспаноамериканци | 7 (0,3%)      | 10 (0,4%)     |
| Укупно            | 2.007         | 2.421         |